# Académie des beaux-arts de Canton
L'Académie des beaux-arts de Canton (chinois simplifié : 广州美术学院, anglais : Guangzhou Academy of Fine Arts (GAFA)) est une académie nationale des beaux-arts, situé dans le district de Haizhu à Canton (Guangzhou), chef-lieu de la province du Guangdong, en république populaire de Chine. Elle est établie en 1953. Elle succède au musée des beaux-arts de la province du Guangdong chinois : 广东省艺术馆), crée en 1940, sous la république de Chine.